# Stipa magrebensis
Stipa magrebensis là một loài thực vật có hoa trong họ Hòa thảo. Loài này được F.M.Vazquez & Devesa miêu tả khoa học đầu tiên năm 1997.